# Liste der Naturdenkmale in Breitenthal (Hunsrück)
Die Liste der Naturdenkmale in Breitenthal nennt die im Gemeindegebiet von Breitenthal ausgewiesenen Naturdenkmale (Stand 15. Juli 2013).

## Naturdenkmale
| Nr.         | Bezeichnung  | Lage                                            | Beschreibung                                       | Bild            |
| ----------- | ------------ | ----------------------------------------------- | -------------------------------------------------- | --------------- |
| ND-7134-405 | Jammereichen | südlich des Ortes; Flur An der Jammerseich Lage | Quercus sp., zwei Bäume; angeblich um 1600 gekeimt | Fotos hochladen |